# Radosław Roszkowski
Radosław Mieczysław Roszkowski (ur. 1 stycznia 1971 w Prudniku) – polski samorządowiec, starosta powiatu prudnickiego od 2006, prezes Euroregionu Pradziad.

## Życiorys
Syn Jana Roszkowskiego, burmistrza Prudnika w latach 1990–1998, i jego żony Elżbiety. Uczęszczał do I Liceum Ogólnokształcącego im. Adama Mickiewicza w Prudniku. Po ukończeniu liceum udał się na studia na Uniwersytecie Ekonomicznym we Wrocławiu. Pracował w Zakładach Przemysłu Bawełnianego „Frotex”, Prudnickich Zakładach Obuwia „Primus”, „Filplaście” w Głogówku i oddziale terenowym Urzędu Statystycznego.
Na starostę powiatu prudnickiego został wybrany podczas wyborów samorządowych w 2006 roku i ponownie w 2010, 2014 i 2018. W 2021 zastąpił Franciszka Fejdycha na stanowisku przewodniczącego Platformy Obywatelskiej w powiecie prudnickim. W 2022 Roszkowski został członkiem zarządu Związku Powiatów Polskich. W 2023 został absolwentem studiów Master of Business Administration w Collegium Humanum.

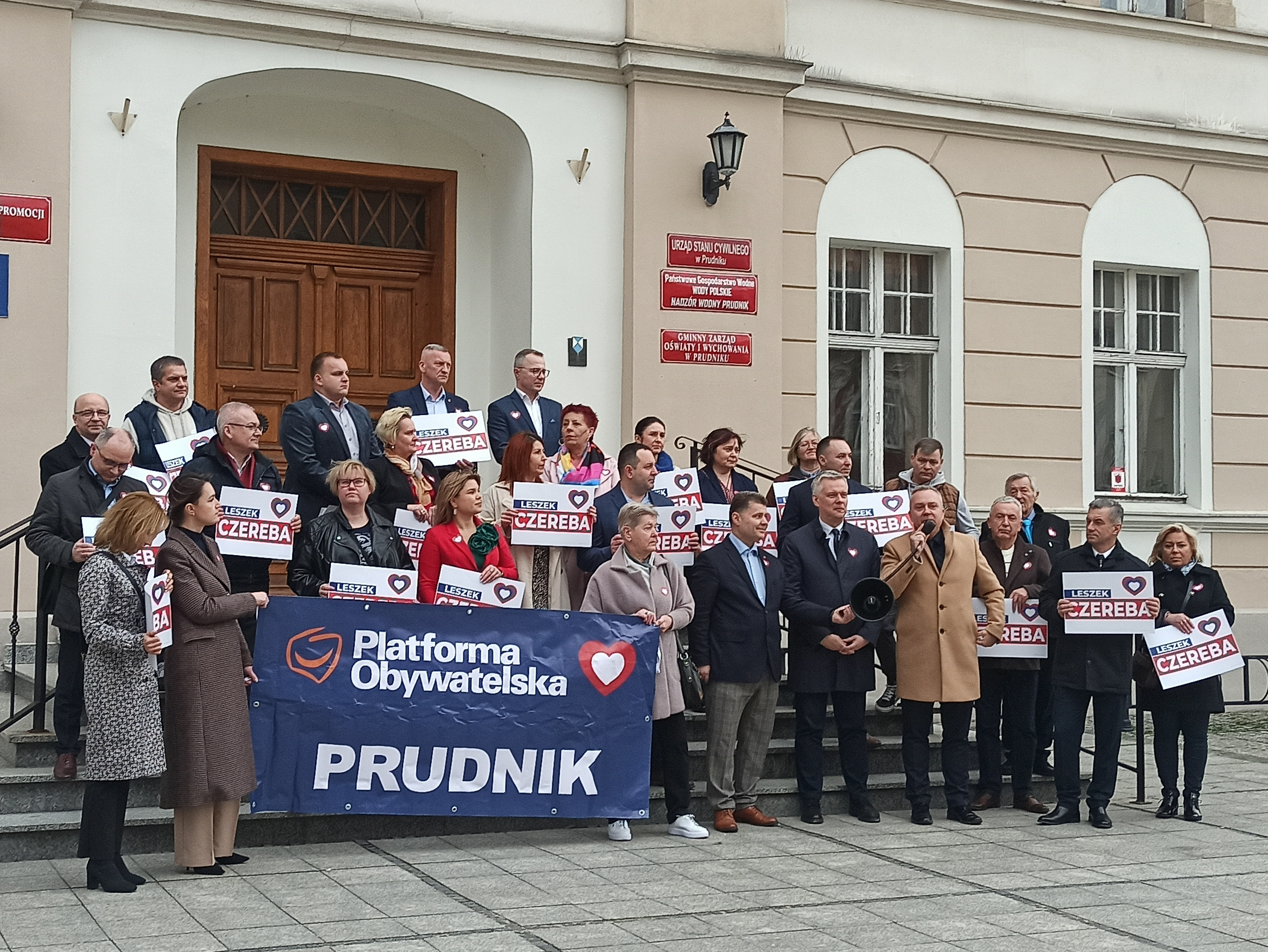
Kampania wyborcza PO w Prudniku w 2024, widoczni m.in. Roszkowski, Teresa Barańska, Tomasz Michalak, Tomasz Siemoniak, Piotr Woźniak

W marcu 2024 zadeklarował ubieganie się o stanowisko radnego Rady Powiatu Prudnickiego w wyborach samorządowych w tym samym roku z list KWW Platforma PL2050 Ludowcy Lewica Powiatu Prudnickiego (komitet zrzeszający lokalnych kandydatów związanych z Platformą Obywatelską, Polską 2050 Szymona Hołowni, Polskim Stronnictwem Ludowym i Lewicą Razem). Otrzymał 933 głosy, uzyskując mandat. Również w 2024 został ponownie wskazany na członka zarządu Związku Powiatów Polskich.

## Wyniki wyborcze
| Wybory | Komitet wyborczy          | Komitet wyborczy      | Organ                   | Okręg                                         | Wynik        |
| ------ | ------------------------- | --------------------- | ----------------------- | --------------------------------------------- | ------------ |
| 2002   |                           | Tylko Razem           | Rada Miejska w Prudniku | nr 2                                          | 168 (7,91%)  |
| 2006   |                           | Platforma Obywatelska | Rada Miejska w Prudniku | nr 2                                          | 195 (10,46%) |
| 2010   | Rada Powiatu Prudnickiego | Platforma Obywatelska | nr 1                    | 1169 (14,13%)                                 |              |
| 2014   | Rada Powiatu Prudnickiego | Platforma Obywatelska | nr 1                    | 759 (9,98%)                                   |              |
| 2018   | Rada Powiatu Prudnickiego |                       | nr 1                    | Koalicja Obywatelska                          | 879 (8,62%)  |
| 2024   | Rada Powiatu Prudnickiego |                       | nr 1                    | KWW Platforma PL2050 Ludowcy Lewica P.Prudnik | 933 (11,03%) |

## Życie prywatne
Mieszka w Prudniku. Ożenił się z Lidią, z którą ma córkę Katarzynę. Następnie związany z Moniką Kucik, z którą również ma dziecko.

## Odznaczenia
- Odznaka Honorowa za Zasługi dla Samorządu Terytorialnego (2025)[20]
- Odznaka honorowa „Za zasługi dla Województwa Opolskiego” (2007)[21]
- Medal „Pro Patria” (2017)[22]
- Medal Związku Powiatów Polskich (2019)[23]
- Złoty Medal „Za Zasługi dla Policji” (2024)[24]
- Order Tomáša Garrigue Masaryka (Czechy, 2007)[21]